# Dan Langhi
Dan Langhi, né le 28 novembre 1977 à Chicago dans l'Illinois, est un joueur américain de basket-ball. Il évolue durant sa carrière au poste d'ailier fort.